# Erica calcareophila
Erica calcareophila är en ljungväxtart som beskrevs av E. G. H. Oliver. Erica calcareophila ingår i släktet klockljungssläktet, och familjen ljungväxter. Inga underarter finns listade i Catalogue of Life.